# Саймон Ньюком
Саймон Ньюком (англ. Simon Newcomb, 12 березня 1835, Волліс (графство Камберленд, Нова Шотландія) — 11 липня 1909) — американський астроном, математик і економіст, член Національної АН США. Заново обчислив значення всіх астрономічних сталих, що характеризують рух Землі, і склав надзвичайно точні таблиці руху чотирьох найближчих до Сонця планет. Цими даними користувалися всі астрономи впродовж першої половини XX сторіччя. Входить до списку 100 великих економістів докейнсіанських часів.

## Біографія
Народився у Воллісі (Нова Шотландія, Канада). 1853 року перебрався до США. Астрономію й математику почав вивчати самостійно, протягом року навчався в Гарвардському університеті, який закінчив 1858 року. У 1858—1861 роках працював в Ефемеридному бюро в Кембриджі, у 1861—1877-х — співробітник Військово-морської обсерваторії США й професор математики Морської академії. У 1877—1897 роках очолював обчислювальне бюро американського морського альманаху, в 1884—1894 роках — професор математики й астрономії університету Джона Гопкінса.

## Наукова діяльність
Наукові праці належать до небесної механіки, астрометрії, навігаційної астрономії. Виконав фундаментальні дослідження руху планет, зокрема, розробив теорію руху Нептуна. Заново обчислив найдостовірніші значення всіх астрономічних сталих, що характеризують рух Землі, склав надзвичайно точні таблиці руху чотирьох найближчих до Сонця планет; використовував при цьому спостереження, зроблені з 1750 по 1890 рік у різних обсерваторіях світу.
Під його керівництвом були обчислені таблиці руху Урана й Нептуна. Обчисленими Ньюкомом астрономічними сталими користуються досі, на них ґрунтуються всі дослідження з теоретичної астрономії та астрометрії. Зробив великий внесок в удосконалення теорії руху Місяця. Зібрав і обробив усі спостереження Місяця починаючи з найдавніших часів. Дані Ньюкома лягли в основу найдосконалішої теорії й таблиць руху Місяця Ернеста Брауна, виданих 1919 року.
Побудував фундаментальну систему зоряних положень й оформив її у вигляді відомого фундаментального каталогу, складеного на основі спостережень 21 обсерваторії, що містить 1597 опорних зір.
Спільно з Альбертом Майкельсоном визначив швидкість світла за методом Фізо. Дав пояснення розбіжності між визначеним Сетом Чандлером періодом вільних коливань полюсів Землі і періодом, обчисленими Леонардом Ейлером.
Саймон Ньюком був автором близько 400 наукових праць. Талановитий популяризатор науки, автор відомих книг «Астрономія в загальнозрозумілому викладі», «Астрономія для всіх». Протягом багатьох десятків років (усю першу половину XX ст.) астрономічний світ жив за Ньюкомом, тобто спирався на обчислені ним астрономічні сталі й на його астрономічні таблиці.

## Звання та нагороди
Член Лондонського королівського товариства (1877), Паризької АН, іноземний почесний член Петербурзької АН (1896), адмірал ВМС США.
Золота медаль Королівського астрономічного товариства (1874), медаль імені X. Гюйгенса Нідерландського товариства наук (1878), медаль Коплі Лондонського королівського товариства (1890), перший лауреат медалі Кетрін Брюс Тихоокеанського астрономічного товариства (1898).

## Основні праці
- «Метод і предмет політичної економії» (The Method and Province of Political Economy, 1875)
- «Астрономія для всіх» (Researches of the motion of the Moon, 1878)
- «Організація праці» (The Organization of Labor, 1880)
- «Принципи оподаткування» (Principles of Taxation, 1880)
- «The elements of the four inner planets and the fundamental constants of astronomy», 1895
- «A compendium of spherical astronomy», 1906

## Саймон Ньюком та наукова фантастика
До передісторії наукової фантастики має стосунок роман Ньюкома про майбутню війну — «Мудрість — його захисник» (His Wisdom, the Defender) (1900). Роман побудований як доповідь істориків майбутнього про «давнє» відкриття вченого (було відкрите нове джерело енергії), що дозволила перемогти «німецьких імперіалістів» і встановити на Землі «диктатуру розуму».

## Міф про неможливість польотів
Ньюкому часто приписують, що нібито у 1870-ті роки він науково довів, що літальний апарат важчий за повітря літати не може. Однак, це неправда. Ньюком особливо критично ставився до роботи Самюеля Ленглі, у якій той заявляв, що він міг би побудувати літальний апарат, що приводиться в рух паровим двигуном. Ньюком заперечував, що… 
Двадцятому століттю судилося побачити ті сили природи, які дозволять нам літати з континенту на континент зі швидкістю, набагато перевищує швидкість польоту птахів. Але якщо ж ми поставимо собі запитання, чи можливий повітряний політ за наших сучасних знаннях, чи буде, з урахуванням тих матеріалів, якими ми зараз володіємо, цей набір із сталі, тканини і дроту, що приводиться в рух силою пари, являти собою вдалий літальний апарат, висновок цілком можливо виявиться зовсім іншим. 